# Porte-des-Bonnevaux
Pour les articles homonymes, voir Bonnevaux.
Porte-des-Bonnevaux est une commune nouvelle française résultant de la fusion — au 1er janvier 2019 — des communes d'Arzay, Commelle, Nantoin et Semons, située dans le département de l'Isère, en région Auvergne-Rhône-Alpes.
Le territoire communal comprend une grande partie du massif forestier de Bonnevaux, lequel est parsemé de nombreux étangs, la plupart créés par les moines de l'abbaye de Bonnevaux. Ces étendues d'eau, à l'écart des grandes agglomérations et gérées de façon raisonnable ont permis le développement d’une biodiversité importante avec une grande diversité d'espèces faunistiques et floristiques.

## Géographie

### Situation et description
Le territoire de cette commune nouvelle, constitué du territoire de quatre communes voisines, est situé dans la partie nord-ouest du département de l'Isère, au sud du massif forestier des Bonnevaux dont elle a emprunté le nom.
Elle est plus précisément positionnée entre la vallée du Rhône et la vallée de l'Isère, dans le secteur de Bièvre-Valloire. À ce titre, la commune a adhéré à la collectivité de la Communauté de communes Bièvre Isère, dont le siège est fixé à Saint-Étienne-de-Saint-Geoirs.

### Géologie

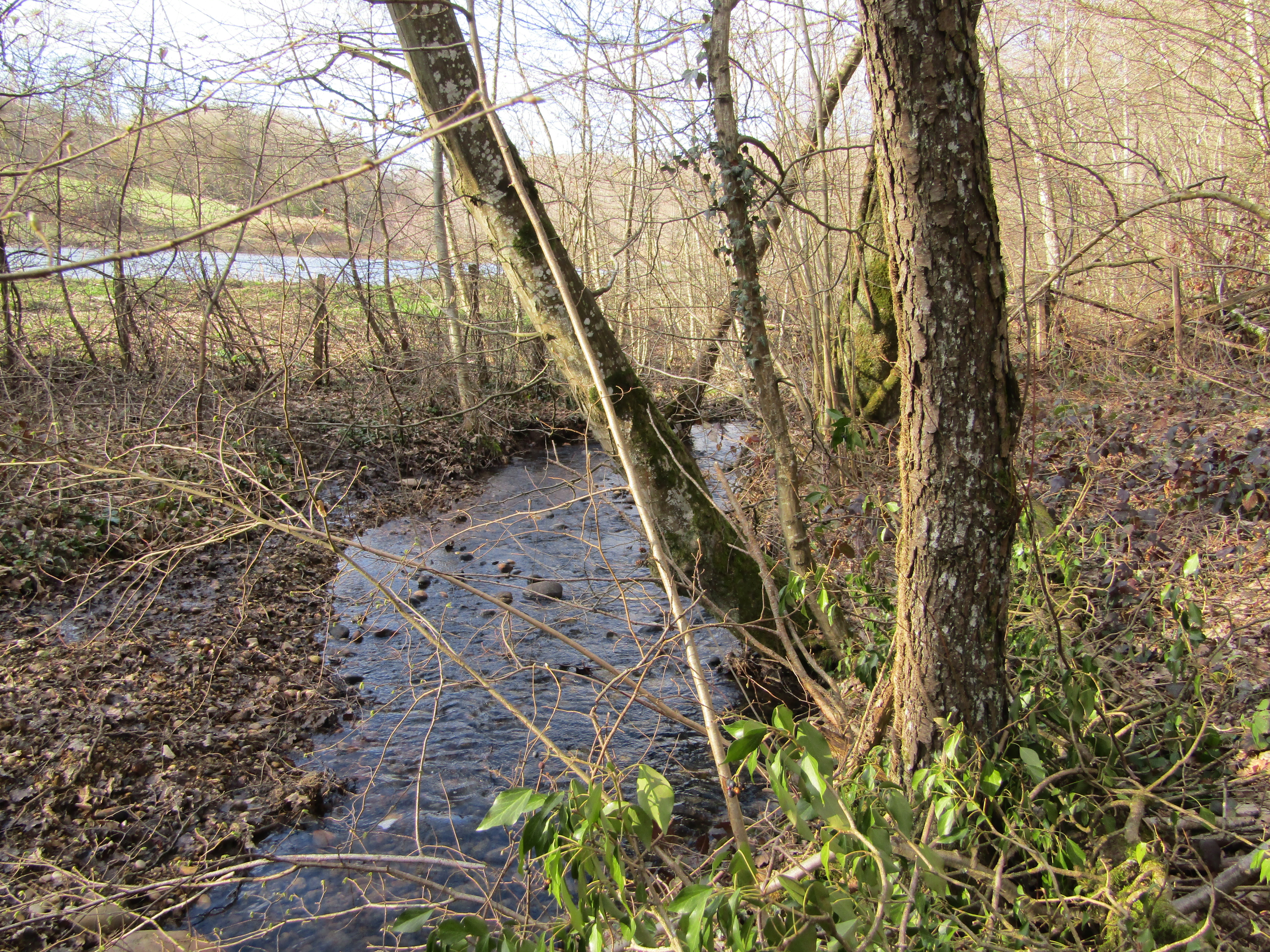
Forêt de Bonnevaux, secteur de Commelle

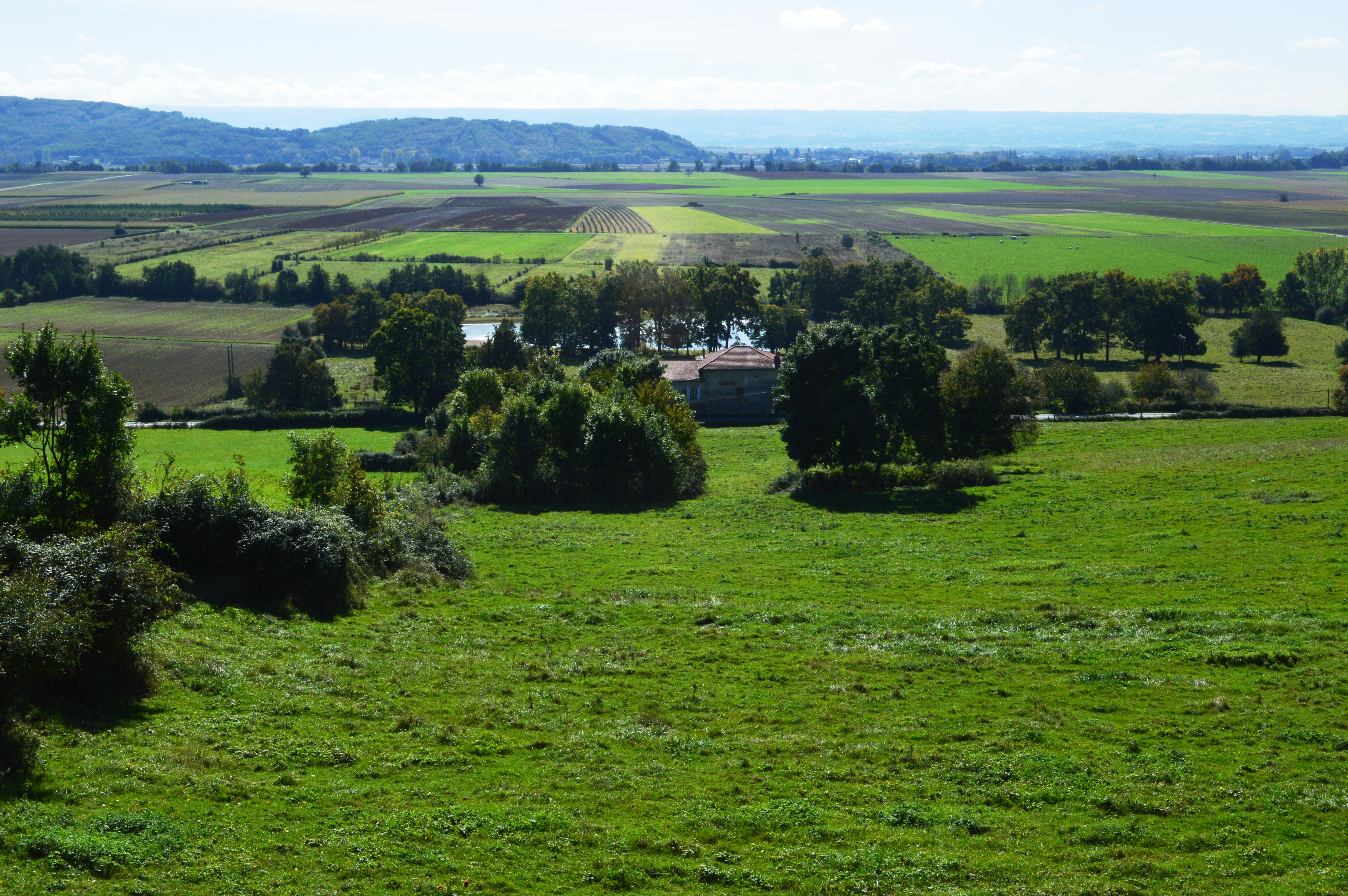
Paysage de la partie méridionale de la commune, secteur d'Arzay

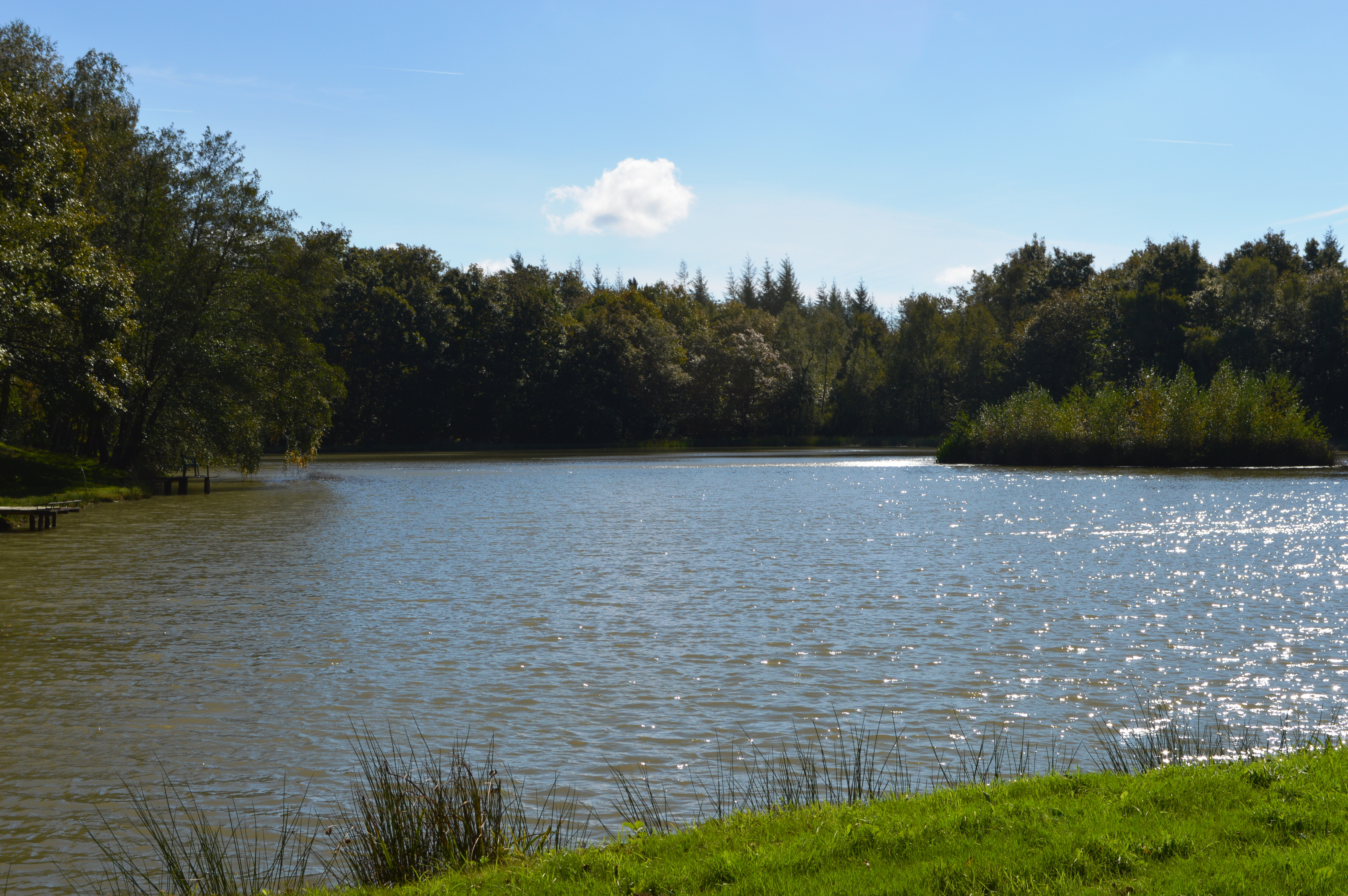
Étang du Grand Albert.JPG, secteur d'Arzay

Le plateau de Bonnevaux (ou des Bonnevaux) occupe la moitié septentrionale du territoire de la commune. Celui-ci dépasse les 500 mètres d'altitude en limite de la commune voisine de Villeneuve-de-Marc.
À l'instar du massif forestier voisin, le plateau de Chambaran, ce relief est constitué d'une base géologique en molasse miocène. Le cailloutis de ce plateau comprend essentiellement des quartzites et autres roches siliceuses très fortement altérées. Dans de plus grandes profondeurs cette formation renferme également des roches cristallines et calcaires, également très altérées. Les textures de sol sont limoneuses et argileuses.

### Climat
Pour des articles plus généraux, voir Climat d'Auvergne-Rhône-Alpes et Climat de l'Isère.
En 2010, le climat de la commune est de type climat des marges montargnardes, selon une étude du Centre national de la recherche scientifique s'appuyant sur une série de données couvrant la période 1971-2000. En 2020, Météo-France publie une typologie des climats de la France métropolitaine dans laquelle la commune est exposée à un climat de montagne ou de marges de montagne et est dans une zone de transition entre les régions climatiques « Moyenne vallée du Rhône » et « Alpes du nord ».
Pour la période 1971-2000, la température annuelle moyenne est de 10,7 °C, avec une amplitude thermique annuelle de 17,5 °C. Le cumul annuel moyen de précipitations est de 1 024 mm, avec 9,7 jours de précipitations en janvier et 6,6 jours en juillet. Pour la période 1991-2020, la température moyenne annuelle observée sur la station météorologique de Météo-France la plus proche, « Grenoble-Saint-Geoirs », sur la commune de Saint-Étienne-de-Saint-Geoirs à 16 km à vol d'oiseau, est de 11,5 °C et le cumul annuel moyen de précipitations est de 915,1 mm,. Pour l'avenir, les paramètres climatiques de la commune estimés pour 2050 selon différents scénarios d'émission de gaz à effet de serre sont consultables sur un site dédié publié par Météo-France en novembre 2022.

### Hydrographie
De nombreux étangs sont situés sur le territoire de la commune et dépendent, pour la plupart au domaine forestier de Bonenevaux et les rûs ou ruisseaux traversant le commune sont les émissaires de ces plans d'eau dont le Rivier, le Ruisseau du Petit Étang ou le ruisseau du Petit Moulin.
Le plus grand de ces plans d'eau est l'étang du Grand Albert est situé sur la commune au nord du village d'Arzay. Celui-ci, asséché à la suite de la rupture de sa digue en 2008, fait l’objet d’un projet de rénovation, soutenu par un collectif d'usagers et de propriétaires locaux.

### Voies de communication et transports
Le territoire communal est traversé par une plusieurs routes départementales :
- L'ancienne route nationale 518 reliant Lyon à Die a été reclassée en RD518 traverse les anciens territoire de Sémons et Commelle et passe à proximité de l'ancienne abbaye.
- La route départementale 51 relie les quatre villages entre eux.

## Urbanisme

### Typologie
Au 1er janvier 2024, Porte-des-Bonnevaux est catégorisée commune rurale à habitat dispersé, selon la nouvelle grille communale de densité à sept niveaux définie par l'Insee en 2022.
Elle est située hors unité urbaine. Par ailleurs la commune fait partie de l'aire d'attraction de La Côte-Saint-André, dont elle est une commune de la couronne,. Cette aire, qui regroupe 8 communes, est catégorisée dans les aires de moins de 50 000 habitants,.

### Morphologie urbaine et environnement
La commune se présente sous la forme d'un ensemble de petits villages et de hameaux à vocation essentiellement rurale  à l'écart des grandes voies de circulation et située en lisière du grand massif forestier de Bonnevaux.

### Risques naturels et technologiques

#### Risques sismiques
La totalité du territoire de la commune de Porte-des-Bonnevaux est située en zone de sismicité n°3 (sur une échelle de 1 à 5), comme la plupart des communes de son secteur géographique.
| Type de zone | Niveau            | Définitions (bâtiment à risque normal) |
| ------------ | ----------------- | -------------------------------------- |
| Zone 3       | Sismicité modérée | accélération = 1,1 m/s2                |

## Toponymie
Le nom de la commune, nouvellement créé, est composé de deux noms :
- Porte:

la commune est située à l'entrée de la forêt, ce qui lui permet d'utiliser le terme géographique de « porte ».
- Bonnevaux:

du patois bona (bon) et val (vallée). Le terme "Bonnevaux" apparaît sur une carte de 1631 avec l'orthographe Bonnevaulx et sur une carte latine de la même époque avec la dénomination latine Bonarum Vallium.

## Histoire

### De l'Antiquité à l'époque contemporaine
Le secteur actuel de la commune de Porte-des-Bonnevaux se situe à l'ouest du territoire antique des Allobroges, ensemble de tribus gauloises occupant l'ancienne Savoie, ainsi que la partie du Dauphiné, située au nord de la rivière Isère.
Concernant l'histoire locale, voir les sections Histoire des quatre anciennes communes d'Arzay, Commelle, Nantoin et Semons.

### Époque contemporaine
La commune est créée au 1er janvier 2019 par un arrêté préfectoral du 11 octobre 2018. Initialement, la dénomination adoptée était Porte des Bonnevaux mais un arrêté complémentaire du 21 décembre 2018 est venu corriger la graphie pour être conforme aux règles de typographie du COG.
Le terme « Bonnevaux » apparaît sur une carte de 1631 avec l'orthographe Bonnevaulx et sur une carte latine de la même époque "Bonarum Vallium". Site officiel portedesbonnevaux.fr et collections de la Bibliothèque Nationale de France (Gallica)

## Politique et administration

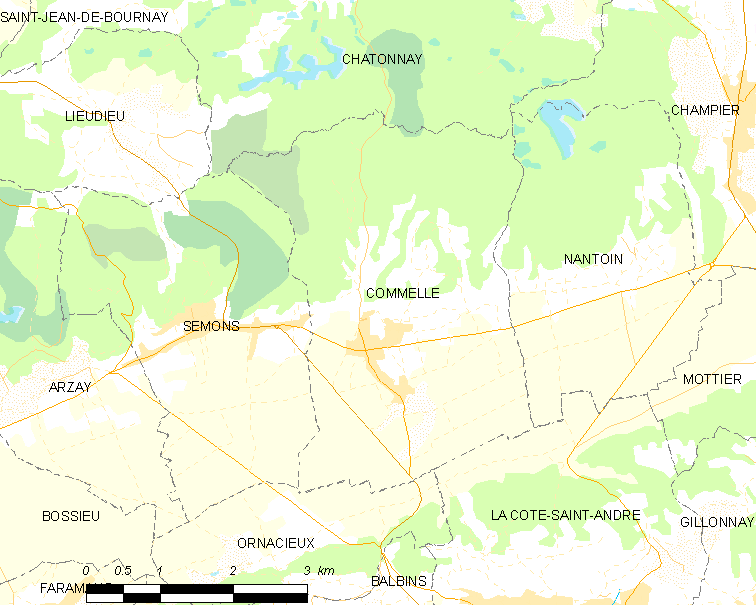
Les quatre anciens territoires communaux d'Arzay, Semons, Commelle et Nantoin constituent le territoire de Porte-des-Bonnevaux

### Liste des maires
| Période        | Période  | Identité                  | Étiquette | Qualité                                |
| -------------- | -------- | ------------------------- | --------- | -------------------------------------- |
| 7 janvier 2019 | 2020     | Jean-Paul Tournier-Fillon | SE        | Retraité Maire de Semons (2014 → 2018) |
| 2020           | En cours | Alain Meunier             |           |                                        |

## Population et société

### Démographie
L'évolution du nombre d'habitants est connue à travers les recensements de la population effectués dans la commune depuis sa création.

En 2022, la commune comptait 2 085 habitants, en évolution de +3,68 % par rapport à 2016 (France hors Mayotte : +2,11 %).
| 2015  | 2020  | 2022  |
| ----- | ----- | ----- |
| 1 979 | 2 046 | 2 085 |

#### Liste des communes déléguées
| Nom            | Code Insee | Intercommunalité | Superficie (km2) | Population (dernière pop. légale) | Densité (hab./km2) |
| -------------- | ---------- | ---------------- | ---------------- | --------------------------------- | ------------------ |
| Semons (siège) | 38479      | CC Bièvre Isère  | 10,55            | 362 (2016)                        | 34                 |
| Arzay          | 38016      | CC Bièvre Isère  | 9,79             | 230 (2016)                        | 23                 |
| Commelle       | 38121      | CC Bièvre Isère  | 14,04            | 947 (2016)                        | 67                 |
| Nantoin        | 38274      | CC Bièvre Isère  | 9,5              | 472 (2016)                        | 50                 |

### Enseignement
La commune est rattachée à l'académie de Grenoble et gère 2 écoles primaires publiques à Natoin et Commelle.
Le collège de secteur, Jongkind situé à La Côte St André, accueille les élèves de la 6eme à la 3eme. Il propose, en particulier, dès la 6eme, l’apprentissage "en immersion" de l'Anglais par le dispositif EMILE, l'Allemand en LV2 et à partir de la 5eme, une section Européenne Italien.
La commune est rattachée au secteur du lycée Hector Berlioz à La Côte St André. Il propose entre autres, en plus des 7 spécialités communes à la plupart des lycées généraux, la spécialité Sciences de l’Ingénieur, une section Européen Anglais, une section Européen Italien, un Bac Français International Anglais-Italien, une préparation "Sciences Po".

### Médias
Historiquement, le quotidien à grand tirage Le Dauphiné libéré consacre, chaque jour, y compris le dimanche, dans son édition du Nord-Isère, un ou plusieurs articles à l'actualité de la communauté de communes, du canton et quelquefois de la commune, ainsi que des informations sur les éventuelles manifestations locales, les travaux routiers, et autres événements divers à caractère local.

### Cultes
La communauté catholique et les églises de la nouvelle commune (propriété de la commune) dépendent de la paroisse Saint Hugues de Bonnevaux (relais des étangs) qui est, elle-même, rattachée au diocèse de Grenoble-Vienne.

## Culture locale et patrimoine

### Lieux et monuments
- Château d'Arzay du XIXe siècle (chapelle).

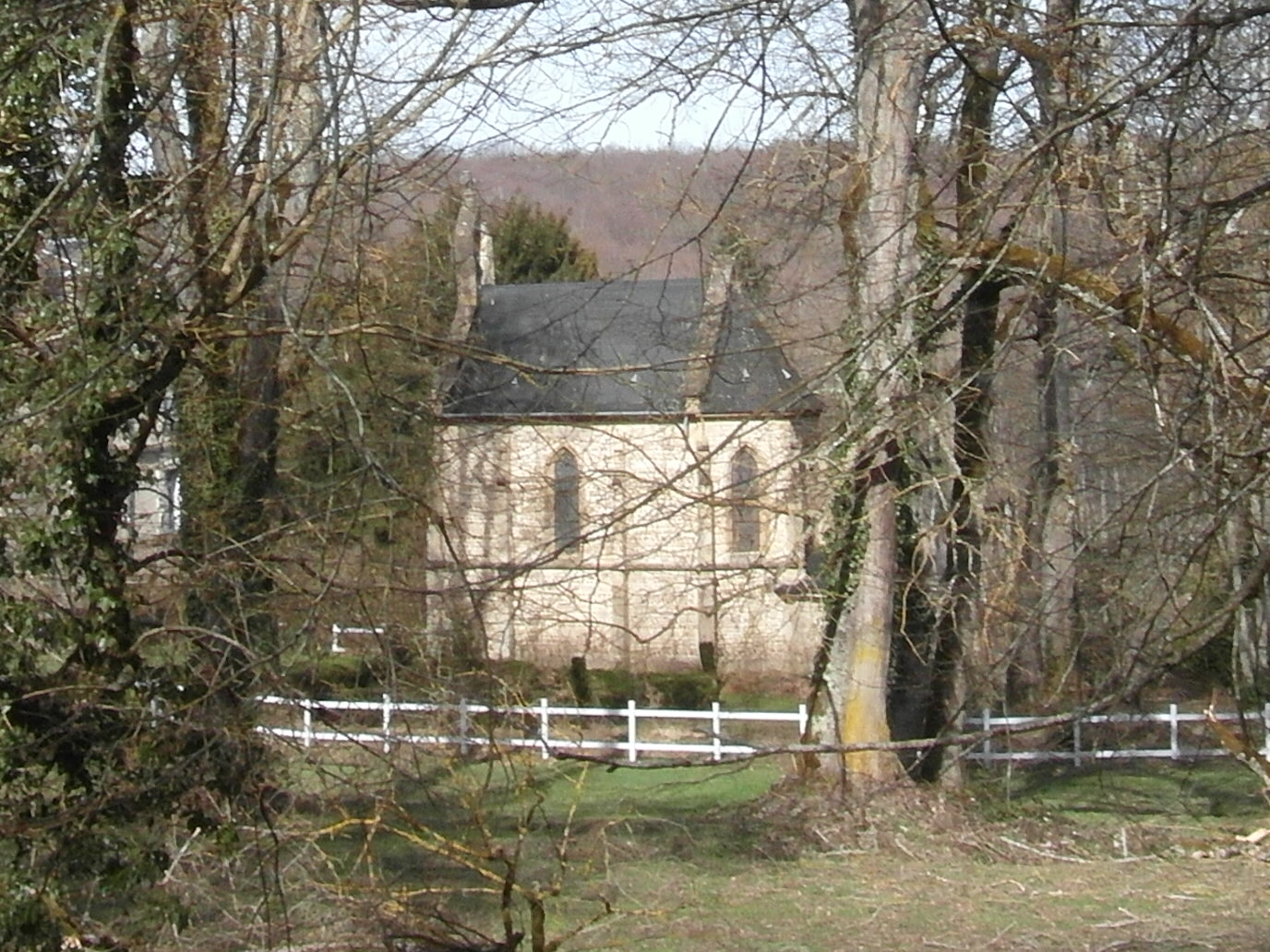
Château d'Arzay (chapelle)

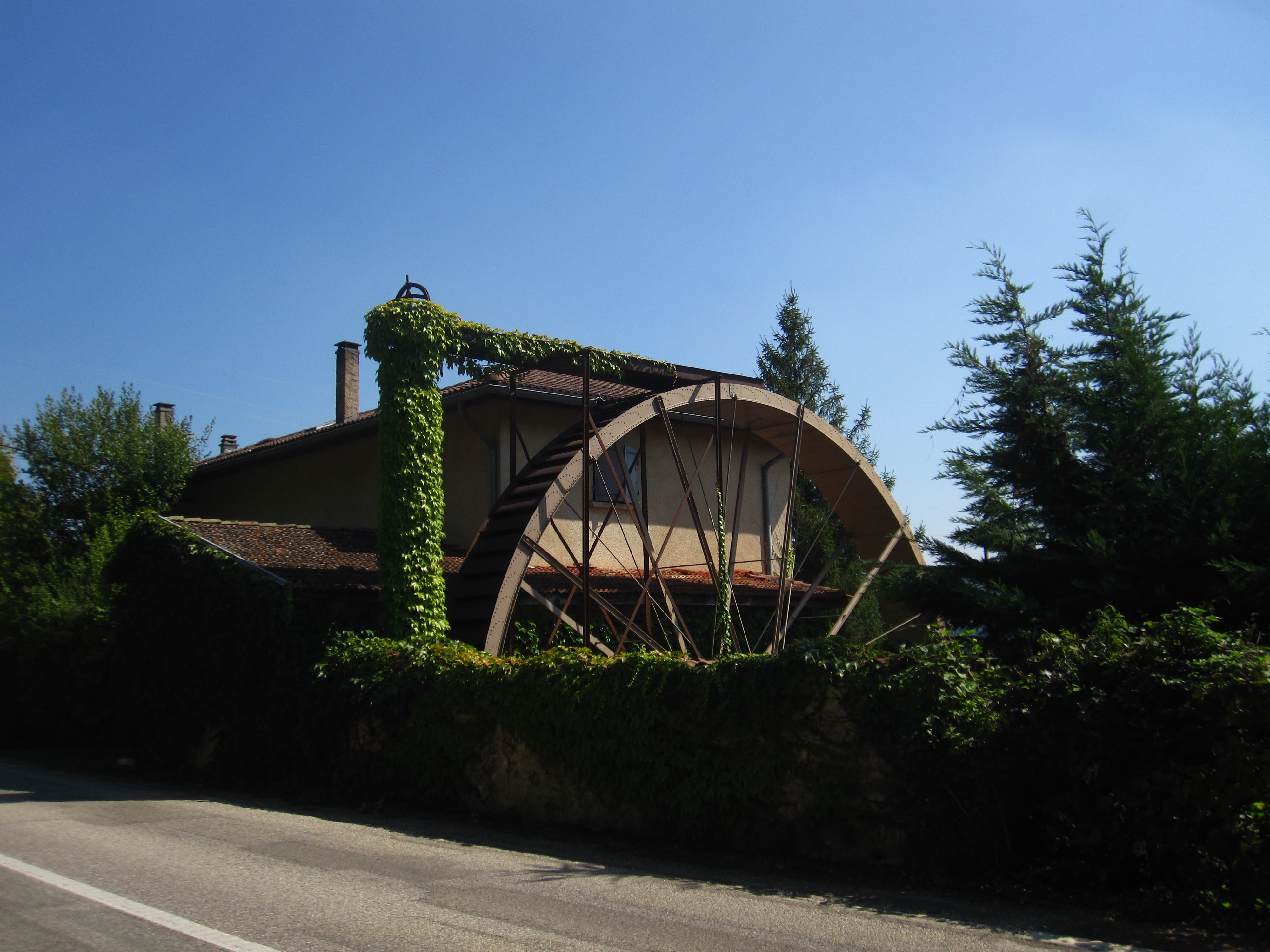
Moulin de Nantoin

- Le Moulin à eau de Nantoin, du XIXe siècle en partie classé et en partie inscrit au titre des monuments historiques par arrêté du 3 mars 1997[24].

### Patrimoine naturel
La charte Forestière de Bas-Dauphiné et Bonnevaux est composée de 87 communes, dont celle de Porte-des-Bonnevaux, réparties sur quatre intercommunalités  ViennAgglo, la Communauté de communes Bièvre Isère la communauté de communes du Pays Roussillonnais et la Communauté de communes Entre Bièvre et Rhône.

### Héraldique
|  | Porte-des-Bonnevaux possède des armoiries dont l'origine et le blasonnement exact ne sont pas disponibles. |